# Lissotriton italicus
Espèce
Synonymes
- Molge italica Peracca, 1898
- Molge italica molisana Altobello, 1926
- Triturus italicus (Peracca, 1898)

Statut de conservation UICN

 LC  : Préoccupation mineure
Lissotriton italicus est une espèce d'urodèles de la famille des Salamandridae.

## Répartition

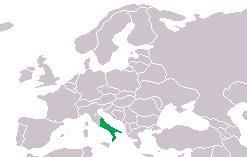

Cette espèce est endémique d'Italie. Elle se rencontre du niveau de la mer à 2 000 m d'altitude en Marches, en Abruzzes, en Molise, au Latium, en Campanie, en Pouilles, en Basilicate et en Calabre.

## Description
Les femelles adultes mesurent au plus 80 mm.

## Étymologie
Cette espèce est nommée en référence au lieu de sa découverte, l'Italie.

## Publication originale
- Peracca, 1898 : Descrizione di una nuova specie di tritone italiano. Bollettino dei Musei di Zoologia e Anatomia Comparata della R. Universita di Torino, vol. 13, no 317, p. 1-6 (texte intégral).